# Botanophila peristeriana
Botanophila peristeriana is een vliegensoort uit de familie van de bloemvliegen (Anthomyiidae). De wetenschappelijke naam van de soort is voor het eerst geldig gepubliceerd in 2009 door Michelsen.